# Уильямс, Пол (футболист, 1965)
Пол Энтони Уильямс (англ. Paul Anthony Williams; 16 августа 1965, Лондон, Англия) — английский футболист, играющий на позиции нападающего, тренер.

## Карьера
Пол родился в Стратфорде, Ист-Лондон. Уильямс был подписан клубом первого дивизиона «Чарльтон Атлетик» из клуба вне лиги, «Вудфорд Таун» в 1987 году. В «Чарльтоне» он был лучшим бомбардиром в течение двух успешных сезонов подряд. Это побудило Рона Аткинсона потратить почти миллион фунтов, чтобы привести лондонца в «Шеффилд Уэнсдей» в 1990 году, где он сформировал продуктивную связку с Дэвидом Херстом. В этом сезоне он выиграл медаль Кубка Лиги на стадионе «Уэмбли», обыграв «Манчестер Юнайтед» со счетом (1:0).